# KDE 1
KDE 1 – pierwsza seria środowiska graficznego KDE. Wersja 1.0 została opublikowana 12 lipca 1998, a 1.1, która poprawiała między innymi stabilność i szybkość działania KDE pojawiła się dopiero 8 miesięcy później. Wprowadzała ona także kilka innych usprawnień oraz drobne zmiany wizualne – nowe ikony, tła itd. KDE 1 zostało zaprogramowane w języku C++ z wykorzystaniem bibliotek Qt. 

## Wydania
| Data            | Wydarzenie         |
| 1.0             | 1.0                |
| --------------- | ------------------ |
| 12 lipca 1998   | Wydanie KDE 1.0    |
| 1.1             |                    |
| 4 marca 1999    | Wydanie KDE 1.1    |
| 4 maja 1999     | Wydanie KDE 1.1.1. |
| 6 września 1999 | Wydanie KDE 1.1.2. |